# Chróstnik

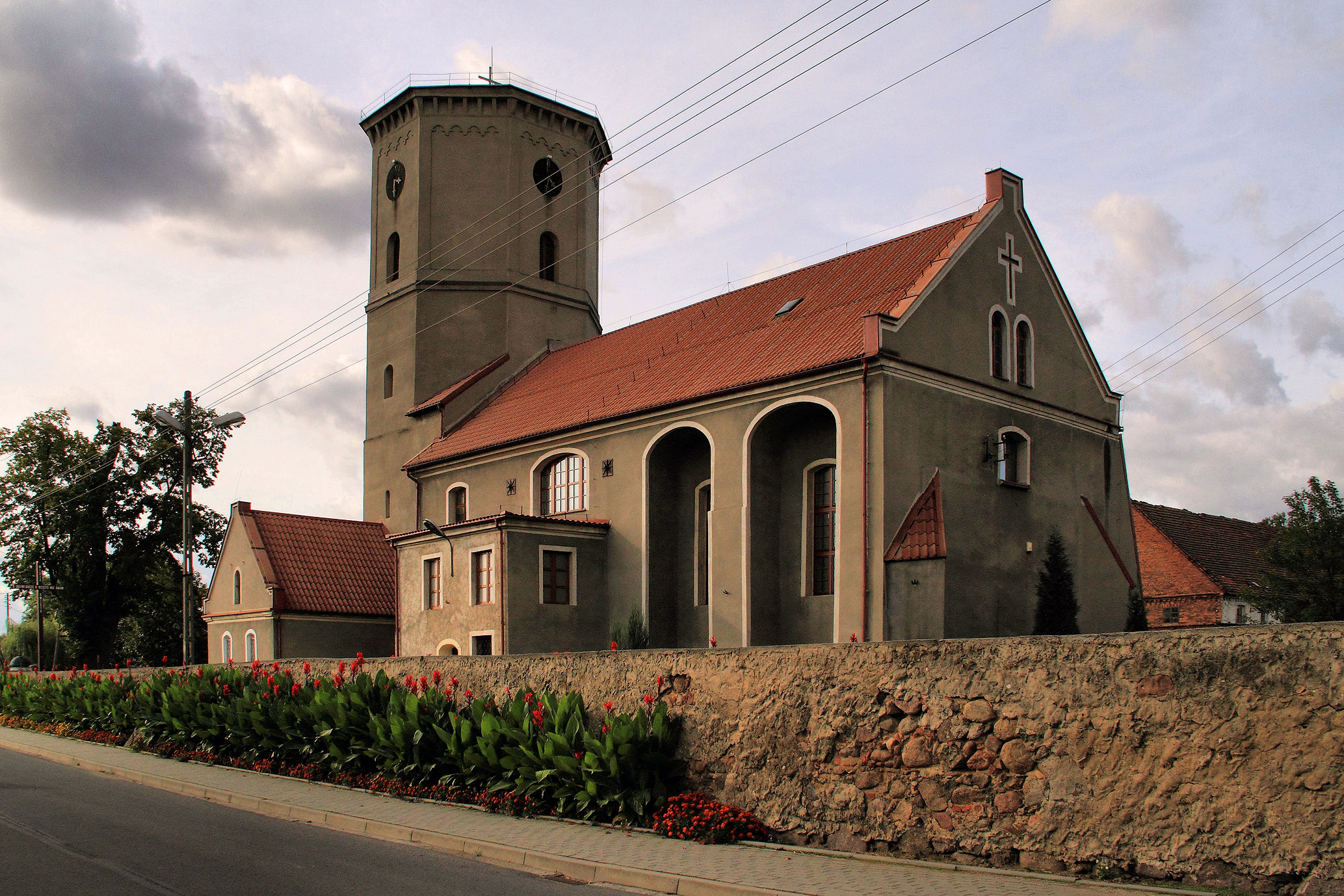
Dawny kościół ewangelicki, obecnie rzymskokatolicka parafia pw. Matki Bożej Bolesnej w Chróstniku

Chróstnik (niem. Brauchitschdorf) – wieś w Polsce położona w województwie dolnośląskim, w powiecie lubińskim, w gminie Lubin.
Wieś leży przy drodze wojewódzkiej nr 333 i przy węźle Lubin Południe drogi ekspresowej S3. Liczy 1012 mieszkańców – jest szóstą najludniejszą miejscowością gminy.

## Podział administracyjny
W latach 1975–1998 miejscowość administracyjnie należała do województwa legnickiego.

## Zabytki
Do wojewódzkiego rejestru zabytków wpisane są:
- kościół filialny pw. Matki Bożej Bolesnej, z 1715 r., XIX w.
- cmentarz przykościelny
- zespół pałacowy, z lat 1723-1728, XIX w.
  - pałac barokowy
  - park krajobrazowy

## Instytucje

### Edukacja
W 2008 roku powstało Stowarzyszenie Edukacja Chróstnik.
W Chróstniku znajdował się Zespół Szkół (szkoła zasadnicza, liceum ekonomiczne, technikum, szkoła policealna) oraz Oddział Przedszkolny Szkoły Podstawowej im. Marii Konopnickiej w Krzeczynie Wielkim. Obie placówki zostały zlikwidowane w 2011 r. 
W Chróstniku funkcjonuje świetlica administrowana przez Ośrodek Kultury Gminy Lubin oraz filia Gminnej Biblioteki Publicznej w Raszówce.

### Parafia Rzymskokatolicka Matki Bożej Bolesnej
Parafia Matki Bożej Bolesnej została utworzona 20 grudnia 1981. Wcześniej kościół w Chróstniku był kościołem filialnym parafii Matki Bożej Częstochowskiej w Lubinie. Parafia diecezji legnickiej posiada kościół filialny świętej Marii Dominiki Mazzarello w Krzeczynie Wielkim.

## Komunikacja
Połączenia Chróstnik-Lubin zapewniają kursy linii nr 2, 5 i 105 komunikacji miejskiej w Lubinie. Jest tu także przystanek kolejowy Chróstnik - ruch pociągów pasażerskich obsługiwany przez Koleje Dolnośląskie.

## Ludzie związani z Chróstnikiem
- Benjamin Schmolck (ur. 21 grudnia 1672 w Chróstniku, zm. 12 lutego 1737 w Świdnicy) – śląski i ewangelicki teolog, poeta i jeden z najwybitniejszych twórców pieśni kościelnych okresu baroku.

- Poelchau, Harald (1903-1972) – niemiecki duszpasterz więzienny, socjalista religijny i członek niemieckiego ruchu oporu przeciwko nacjonalizmowi, jako syn proboszcza ew. spędził lata dzieciństwa i młodości w Chróstniku

## Turystyka

### Szlaki turystyczne
- Szlak Polskiej Miedzi – 45 km na trasie Złotoryja – Głogów
- Szlak Dookoła Lubina

### Szlaki rowerowe
- dookoła Lubina – na trasie Obora – Gola